# Prosthechea sessiliflora
Prosthechea sessiliflora là một loài thực vật có hoa trong họ Lan. Loài này được (Edwall) W.E.Higgins miêu tả khoa học đầu tiên năm 1997.